# Schönhagen, Eichsfeld
Schönhagen là một đô thị thuộc huyện Eichsfeld nước Đức. Đô thị này có diện tích 2,55 km², dân số thời điểm 31 tháng 12 năm 2006 là 143 người.